# انامبرا غربی
انامبرا غربی (به لاتین: Anambra West) یک سکونتگاه مسکونی در نیجریه است که در انامبرا استیت واقع شده‌است.